# Давид Сасунский (танковая колонна)

Танковая колонна Давид Сасунский

Танковая колонна «Давид Сасунский» (арм. «Սասունցի Դավիթ» տանկային շարասյուն) — танковая колонна, созданная во время Великой Отечественной войны на средства, собранные армянской диаспорой и переданная 119-му отдельному танковому полку в феврале 1944 года, воевавшему в составе 2-го Прибалтийского фронта. Колонна была названа в честь героя средневекового армянского эпоса «Давид Сасунский». Помимо этого, на средства армян диаспоры и церкви была создана танковая колонна «Генерал Баграмян».

## Формирование
Колонна формировалась с января 1943 года в городе Вагаршапат Армянской ССР (где находится резиденция Католикоса всех армян) на деньги, собранные представителями армянской диаспоры со всего мира. Сбор денег был организован заместителем Католикоса всех армян Геворгом Чорекчяном (из США поступило 115.000 долларов США, из Канады — 37.000 канадских долларов, из Ливана — 185.000 ливанских фунтов, из Сирии — 276.000 сирийских фунтов, из Египта — 14.000 египетских фунтов, из Ирана — 2,5 млн риалов). Собранных средств хватило на создание к февралю 1944 года материальной части для полка из 21 танка. Колонна была укомплектована новейшими танками Т-34-85 с 85-мм пушкой Д-5-Т85, на башнях танков была выполнена надпись «Սասունցի Դավիթ» («Давид Сасунский» по-армянски).
В мае 1944 года, на средства внесенные зарубежными верующими армянами, была построена вторая танковая колонна «Давид Сасунский» танки колонны были вручены гвардейскому танковому соединению генерал-лейтенанта танковых войск Кириченко. Часть танков отправлена на пополнение 119-го отдельного инженерно-танкового полка подполковника Воиновского.

## Боевой путь
29 февраля 1944 года танки были торжественно переданы в 119-й отдельный танковый полк, который в тот момент в составе 10-й гвардейской армии после тяжёлых боёв под Ельней был переброшен из состава Западного фронта во 2-й Прибалтийский фронт. 26 мая 1944 года полк был переформирован в 119-й отдельный инженерно-танковый полк.
15 июня 1944 года полк вошёл в оперативное подчинение командующего 6-й гвардейской армией с задачей инженерного обеспечения наступления войск армии северо-западнее города Витебск в направлении на Сиротино. 4 июля поддержка танков полка позволила сапёрам-штурмовикам 47-го отдельного штурмового инженерно-строительного батальона захватить мост через Западную Двину, подготовленный противником ко взрыву. Тем самым была обеспечена беспрепятственная переправа наших войск на правый берег и полное освобождение Полоцка в ходе операции «Багратион». 23 июля 1944 года полк был награждён орденом Красного Знамени.
С марта 1945 года полк входил в состав Московского военного округа. Позднее на его основе был сформирован 135-й гвардейский танковый полк.